# Nagaizumi
Nagaizumi (長泉町 Nagaizumi-chō?) es un pueblo en la prefectura de Shizuoka, Japón, localizado en el centro-este de la isla de Honshū, en la región de Chūbu. Tenía una población estimada de 43 204 habitantes el 1 de marzo de 2021 y una densidad de población de 1622 personas por km².

## Geografía
Nagaizumi está localizado en el centro-este de la prefectura de Shizuoka, al sur del monte Fuji y al norte de la península de Izu. Limita con las ciudades de Mishima, Numazu, Susono y Fuji, así como con el pueblo de Shimizu.

## Historia
Nagaizumi se encuentra en la parte más oriental de la antigua provincia de Suruga, y era en gran parte territorio bajo control directo del shogunato Tokugawa en el período Edo. Con el establecimiento del sistema de municipios modernos a principios del período Meiji el 1 de abril de 1888, el área se reorganizó en la villa de Nagaizumi mediante la fusión de 10 pequeñas villas. Nagaizumi alcanzó el estatus de pueblo el 1 de abril de 1960.

## Economía
Nagaizumi es sede de numerosas industrias, incluidas fábricas de papel y plantas químicas. Toray Industries, Kyowa Hakko Kirin Co., Ltd., Toho Tenax, Tokushu Paper Mfg. Co., Ltd. y Olympus Corporation operan grandes fábricas. Nagaizumi también sirve como una comunidad dormitorio para las zonas industriales en las vecinas Mishima y Numazu. Los productos agrícolas de Nagaizumi incluyen caquis, ñame de montaña, cebolla blanca y melón.

## Demografía
Según los datos del censo japonés, la población de Nagaizumi ha aumentado rápidamente en los últimos 60 años.
| Gráfica de evolución demográfica de Nagaizumi entre 1940 y 2015 |
|                                                                 |
| Oficina de Estadística de Japón                                 |